# مونتيجالديلا
مونتيجالديلا (بالإيطالية: Montegaldella)‏ هي مدينة في مقاطعة فشنزة بمنطقة فنيتة، شمال إيطاليا.